# Mikrobialith

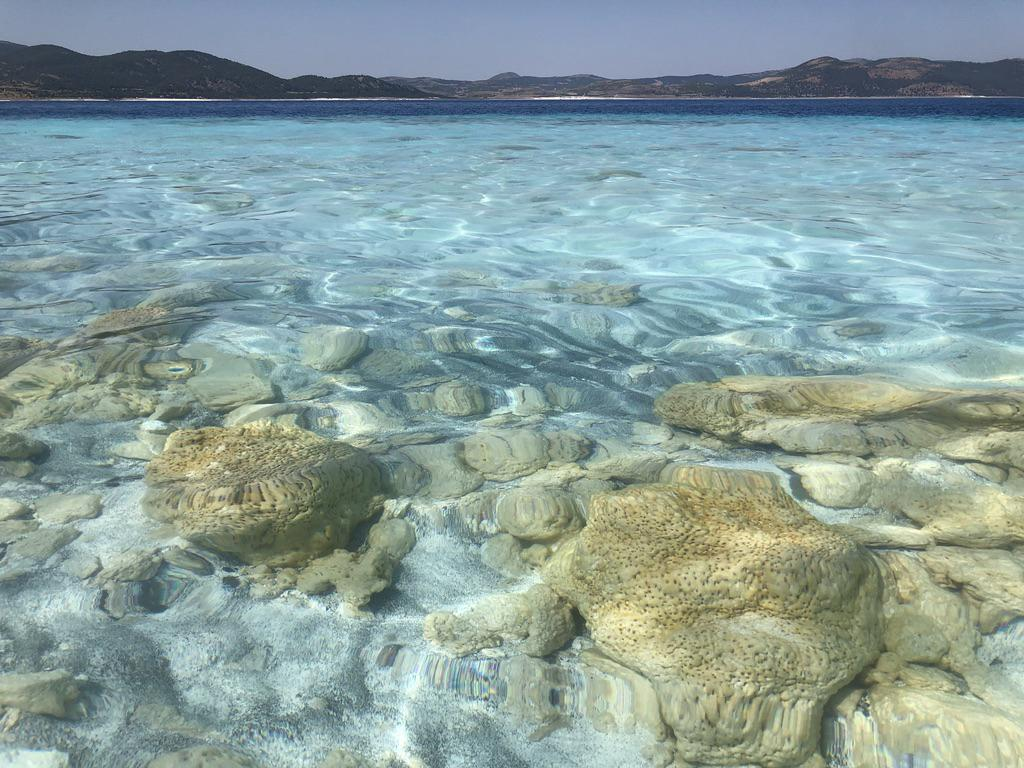
Mikrobialithen in den Gesteinen des Salda-Sees.

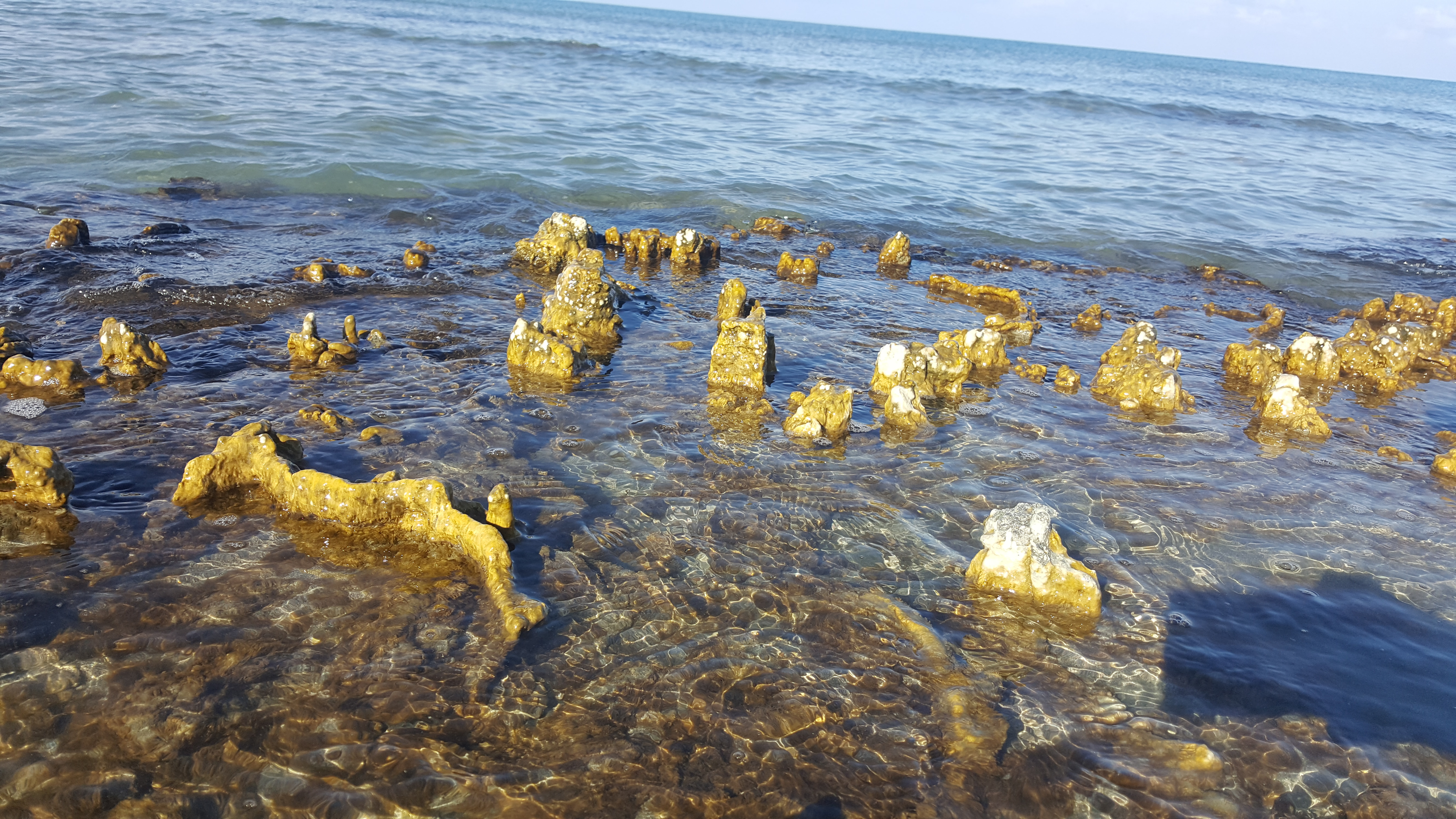
Emergente Mikrobialithen-Formation am Vansee, Ost-Anatolien.

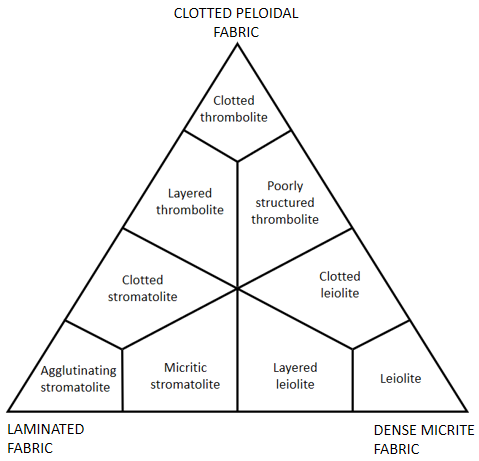
Klassifikation der Mikrobialithen.

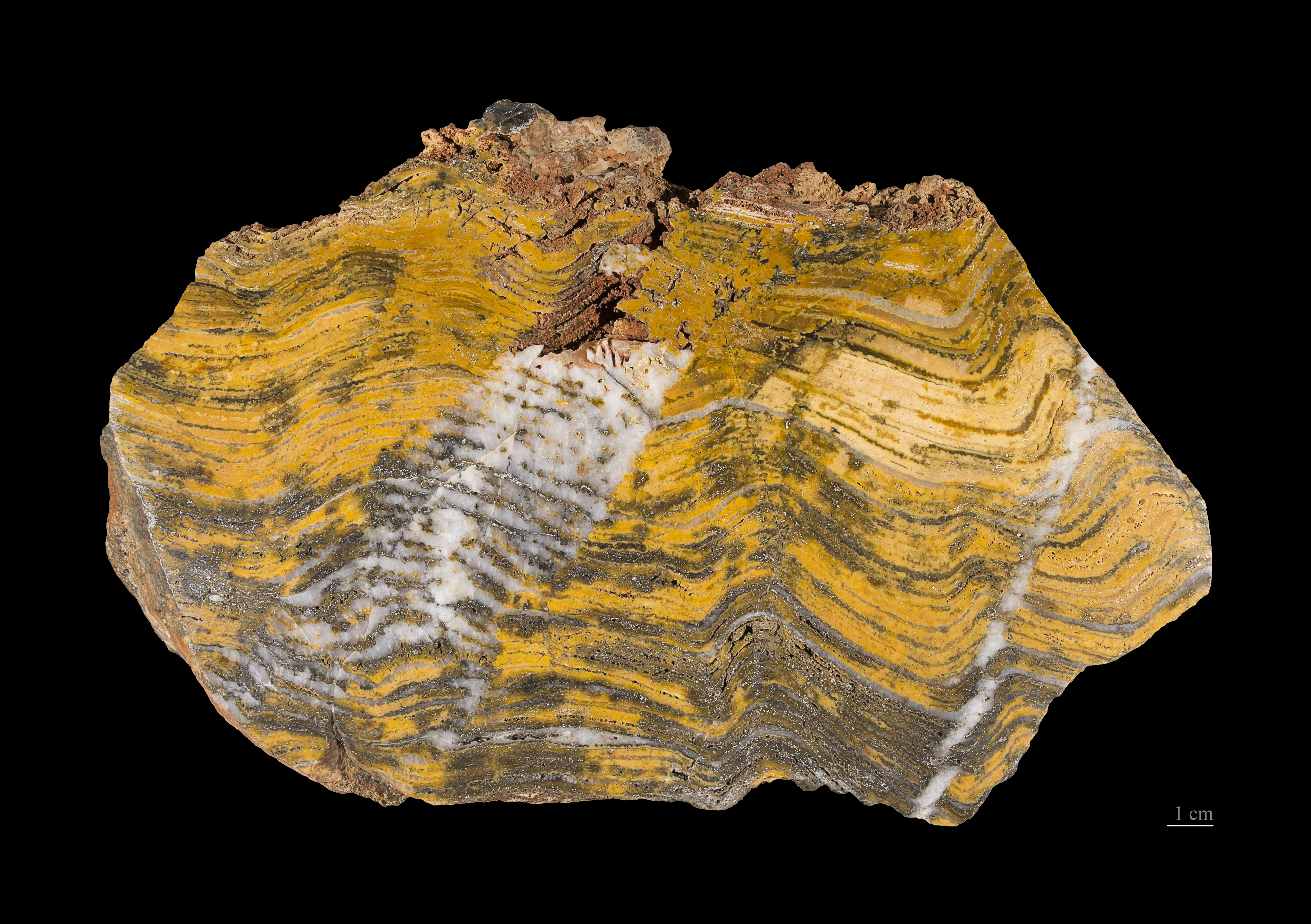
Stromatolithen: geschichtete Mikrobialithen (Präkambrische verkieselte Stromatolithen, Hornstein vom Strelley Pool Hornstein bei Marble Bar, Pilbara-Kratons, Westaustralien)

Mikrobialithen (englisch microbialites, von neulateinisch microbia ‚Mikrob(i)en‘, ursprünglich  μικρός mikros, deutsch ‚klein‘ und βίος bios, deutsch ‚Leben‘) sind benthische Sedimentablagerungen aus Karbonatschlamm (mit einem Partikeldurchmesser weniger als 5 μm), die durch die Vermittlung von Mikroben gebildet werden.
Der konstituierende Karbonatschlamm ist eine Art „Automikrit“ (d. h. autochthoner Mikrit oder authigener Karbonatschlamm, englisch authigenic carbonate mud). Das bedeutet, dass er in situ ausfällt und nicht hertransportiert und abgelagert wird.
Deshalb kann ein Mikrobialith als eine nach der Dunham-Klassifikation als ein Boundstone angesehen werden, bei dem die Riffbildner Mikroben sind und die Ausfällung der Karbonatpartikel durch diese biotisch induziert (in Gegensatz zu einem Seeigel-Gehäuse (englisch test), einer Muschelschale oder einem Skelett).
Mikrobialithen können auch als mikrobielle Matten mit Lithifikationsvermögen definiert werden.
Bakterien können sowohl im flachen als auch – mit Ausnahme der phototrophen Cyanobakterien – im tiefen Wasser Karbonat ausfällen. Daher können sich grundsätzlich Mikrobialithen unabhängig vom Sonnenlicht bilden.
Mikrobialithen sind die Grundlage vieler lakustrischer (limnische) Ökosysteme. Beispiele sind:
- das Biosystems des Großen Salzsees in Utah mit seinen Millionen von Zugvögeln,[7]
- der alkalische Kratersee von Alchichica[A. 4] (Mexiko), wo sie die Kinderstube des Axolotl (Ambystoma taylori) und einer Vielzahl von Fischen bilden.
- Im Großen Salzsee (Utah) sind speziell an die hypersalinen Bedingungen angepasste Nematoden mit den dortigen Mikrobialithen assoziiert.[8]

Mikrobialithen waren für die Bildung von präkambrischen und phanerozoischen Kalksteinen in vielen verschiedenen marinen und nicht marinen Umgebungen von großer Bedeutung. Die große Zeit der Stromatolithen (meist von Cyanobakterien gebildete geschichtete Mikrobialithen) war vor 2,8 bis 1,0 Milliarden Jahren, als sie die Hauptbestandteile von Karbonatplattformen waren.

## Klassifikation
Die Mikrobialithen können nach drei verschiedenen Aufbautypen unterteilt werden:
- stromatolithisch: geschichtet, wobei die Schichten laminiert (miteinander verklebt) oder agglutiniert (verklumpt) sind und so einen Stromatolithen bildet.
- thrombolithisch: mit verklumptem peloidalem Gewebe, wie im petrographischen Mikroskop zu erkennen. Die Dichte der Peloide ist variabel. Das Gestein zeigt eine dendritische Struktur und wird dann als Thrombolith[9][10] bezeichnet.
- leiolitisch: ohne Schichtung und ohne geklumptes Peloidgewebe, nur aus einem dichten Automikrit bestehend und dann als Leiolith[11] bezeichnet.

## Evolution
Mikrobialithen spielten eine wichtige Rolle bei den Veränderungen, die die frühe Erdatmosphäre erfassen hat, da sie die ökologische Nischen darstellten, in denen sich die ersten mikrobiellen die Sauerstoff freisetzenden Stoffwechselprozesse herausbilden konnten. Die Mikrobialithen sättigten die marinen Küstensysteme und später die Uratmosphäre mit Sauerstoff und wandelten diesen von einem reduzierten in einen oxidierten Zustand um (Große Sauerstoffkatastrophe Great Oxigenstion Event, auch Great Oxidation Event).
Fossile Mikrobialithen aus dem Präkambrium und Phanerozoikum, speziell vom Typ der Stromatolithen, gehören zu den ersten Belegen für Lebensgemeinschaften verschiedener Organismen. Die ältesten Mikrobialithen werden auf mindestens 3,5 Milliarden Jahre datiert.
Fossile Belege deuten darauf hin, dass Mikrobialithen produzierende Organismen vom frühen Archaikum bis zum späten Proterozoikum eine sehr häufige Lebensform waren, bis ihre Gemeinschaften durch räuberische Foraminiferen und andere eukaryotische Mikroorganismen zurückgingen.
Mikrobialithen traten aber kurz nach dem Massenaussterben an der Perm-Trias-Grenze wieder gehäuft auf.

## Bildung von Mikrobialithen
Die Bildung von Mikrobialithen ist komplex und stellt einen kontinuierlichen Prozess der Ausfällung und (Wieder-)Auflösung dar. Dabei sind verschiedene mikrobielle Stoffwechselvorgänge gekoppelt und es liegt ein hoher Sättigungsindex (SI) von Ionen im Wasser vorliegt.
Für Mikrobialithen sind zwei mögliche Entstehungsmechanismen bekannt:
1. Mineralische Ausfällung (mineral precipitation): Sie ist der Hauptbildungsprozess von Mikrobialithen und kann durch anorganische Ausfällung oder durch den passiven Einfluss mikrobieller Stoffwechselvorgänge erfolgen. Es kann auch zu einer Ausfällung aufgrund der Sättigung der Mikroumgebung kommen, wenn extrazelluläre polymere Substanzen (EPS) schnell abgebaut werden, was die Ionensättigung erhöht.[21]
2. Einfangen und Binden (trapping and binding): Wenn die mikrobielle Gemeinschaft mineralische Partikel aus der Umgebung enthält, die an den extrazellulären polymeren Substanzen (EPS) haften. Dieser Prozess ist heute ziemlich vorherrschend, er wurde beispielsweise in den modernen Mikrobialithen der Shark Bay (Australien) und der Bahamas beschrieben. Es hat sich aber gezeigt, dass er in der 3,5 Milliarden Jahre langen geologischen Geschichte der Mikrobialithen sehr selten vorkam.[22]

## Vorkommen moderner Mikrobialithen
Lebende oder allgemein „moderne“ Mikrobialithen (weniger als 20.000 Jahre alt) sind selten und finden sich nur an einigen Orten wie:
Kraterseen:
Blue Lake alias Wa(a)rwar (Südaustralien), Satonda-See (Indonesien), Dziani Dzaha (Mayotte), Maarsee von Alchichica (Mexiko), Vai Lahi mit Vai Sii alias Vai Mafaʻaho (beide Niuafoʻou, Tonga), Salda-See (Türkei)
Salinen, hypersaline Seen und Lagunen:
Pyramid Lake und Großer Salzsee (USA), Vansee (Türkei), Laguna Brava und Lagune Tebenquiche alias Tebinquiche (Chile)
Natronseen (Sodaseen):
Lake Thetis (Westaustralien), Sarmiento-See (Chile), Nuo'ertu-See und Huhejaran-See alias Huhe-Jilin-See (beide China), Mono Lake (USA), Turkana-See (Kenia), Petuchowskoje-See alias Petuchowo-See (Altai).
Süßwasserseen/Lagunen:
Lagoa Salgada (Brasilien), Laguna Negra (Catamarca, Argentinien), Lagunas de Ruidera (Spanien), Lagune von Bacalar (Mexiko), Lake Richmond (Australien), Pavilion Lake (Kanada), Green Lake (USA)
- Natron-Becken (alkaline pools): Four swamp blue pools (Mexiko)
- Verlassene Tagebaue: Clinton Creek (Kanada), Río Tinto (Spanien)

Meere/Flussmündungen/Ästuare:
Shark Bay (Westaustralien), Highbourne Cay (Bahamas), Tikehau (Französisch-Polynesien), Cayo Coco (Kuba), Lake Clifton (Westaustralien).
Die lebenden Mikrobialithen werden auch manchmal etwas ungenau als „lebende Steine“ bezeichnet, diese Begrifflichkeit ist aber auch für verschiedene Vertreter der Mittagsblumengewächse (Aizoaceae) gängig, wie z. B. Lapidaria margaretae; wird aber auch gelegentlich für Moqui-Marbles verwendet (siehe Begriffsklärungsseite Lebende Steine).

## Zusammensetzung
Mikrobialithen bestehen aus Schichten einer organischen Komponente und eines Minerals.
Die organische Komponente ist eine speziell organisierte mikrobielle Matte, in der Gemeinschaften (Konsortien) von Mikroorganismen mit unterschiedlichen Metabolismen interagieren und Mikro-Nische bilden, in der aerobe und anaerobe, oft (aber nicht notwendig) phototrophe Organismen nebeneinander existieren: Stickstofffixierer, Schwefel-Reduzierer, Methanotrophe, Methanogene, Eisen-Oxidierer und eine Unzahl heterotropher Zersetzer.
Die mineralische Komponente besteht aus Karbonaten, in der Regel Kalziumkarbonat- oder Magnesiumkarbonat-Mineralien wie Hydromagnesit, aber auch durch Sintern (Verdichten) entstandene Silikate. Sie enthält mineralische Formen von Schwefel, Eisen (Pyrit, FeS2) oder Phosphor.
Karbonat ist in der Regel eine Art autogener Automikrit, d. h. es wird in situ ausgefällt. Mikrobialithen können als eine Art biogenes Sedimentgestein betrachtet werden, bei dem die Riffbildner Mikroben sind und die Karbonatausfällung durch diese herbeigeführt (induziert) wird. Die Mikroorganismen können Karbonat sowohl in flachen als auch in tiefen Gewässern ausfallen lassen.

## Mikrobialith-assoziierte Mikroorganismen
Die Vielfalt der alleine an der Oberfläche von Mikrobialithen lebenden Organismen wurde in zahlreichen Studien untersucht.
Diese Vielfalt ist häufig sehr groß, sie umfasst Bakterien, Archaeen und Mikroeukaryoten. Während die phylogenetische Vielfalt dieser mikrobiellen Gemeinschaften mit Hilfe der Molekularbiologie im Allgemeinen recht gut untersucht ist, bleibt die Identität der Organismen, die zur Karbonatbildung beitragen, unklar (Stand 2021). Interessanterweise gibt es einige Mikroorganismen, die in den Mikrobialithen verschiedener Seen vorkommen, sie definieren daher ein „Kernmikrobiom“ (core microbiome).
Bei den Karbonat ausfällenden und so die Mikrobialithen aufbauenden Mikroben handelt es sich meist um Prokaryoten (Bakterien und Archaeen). Die bekanntesten karbonatbildenden Bakterien sind Cyanobakterien und sulfatreduzierende Bakterien (sulfate reducing bacteria, SRBs).
Es können aber auch andere Bakterien eine wichtige Rolle spielen, wie z. B. Bakterien, die anoxygene Photosynthese betreiben.
Archaeen sind häufig extremophil, d. h. leben in entlegenen Umgebungen, in denen andere Organismen nicht leben können, wie z. B. die weißen Raucher am Grund der Ozeane.
Eukaryotische Mikroben (Mikroeukaryoten) produzieren weniger Karbonat als diese Prokaryoten und leisten daher nur einen geringen Beitrag zu Aufbau der Mikrobialithen.

## Relevanz
In der Paläontologie besteht großes Interesse an der Untersuchung fossiler Mikrobialithen, da sie als bioklimatische Indikatoren fungieren und wichtige Daten über das Paläoklima liefern.
Da sie zu den ersten Lebensformen auf der Erde  gehören, besteht auch in der Astrobiologie Interesse an ihrer Untersuchung, für den Fall, dass man auf anderen Planeten in unserem Sonnensystem diese Strukturen finden sollte.
Die Untersuchung von modernen Mikrobialithen kann relevante Informationen liefern, indem sie als Umweltindikatoren für die Bewirtschaftung und Erhaltung von Naturschutzgebieten dienen.
Aufgrund ihrer Fähigkeit, Mineralien zu bilden und detritisches Material auszufällen, wurden biotechnologische und bioremediale Anwendungen in aquatischen Systemen zur Kohlendioxidbindung vorgeschlagen, so dass Mikrobialithen als Kohlenstoffsenken (genauer: Kohlendioxidsenke) fungieren können.